# Pierre Massoc
Pierre Massoc né  à Toulouse le 12 février 1662 et mort à Mazères le 19 mars 1710, fut avocat au parlement de Toulouse puis vicaire général du diocèse de Mirepoix. Il fut élu en 1694 mainteneur de l'Académie des Jeux floraux de Toulouse.

## Biographie
Né à Toulouse le 12 février 1662, il est le fils de Jean Massoc, avocat au parlement de Toulouse, anobli par la charge de capitoul de Toulouse en 1665, et de Marie Dauch.
Il suivit la voie de son père et devint avocat à la cour. En 1694, il fut nommé, par lettres patentes, pour occuper le vingt-huitième fauteuil de l’Académie des jeux floraux de Toulouse. Il y rencontra Pierre de La Broue, évêque de Mirepoix et ne tarda pas à quitter ses fonctions au barreau ainsi que son fauteuil à l’académie pour entrer dans les ordres.
L'évêque Pierre de La Broue l'appela à la tête du séminaire qu'il avait fondé à Mazères, lui donna la cure de cette ville et le nomma grand vicaire de son diocèse, fonction à laquelle il se consacra avec ardeur.
Il mourut le 19 mars 1710 à Mazères et fut enseveli dans le chœur de l'église paroissiale. Ses paroissiens firent graver sur son tombeau une épitaphe en latin en témoignage de leurs sentiments à son égard.